# Dame Piaget

Jeanne Baud dite Dame Piaget,, née probablement en 1567 et morte le 14 septembre 1630, est avec la Mère Royaume l'une des deux héroïnes de l'Escalade à Genève. 

## Origines et vie privée
Elle est probablement née en 1567, et meurt le 14 septembre 1630. Ses parents sont Claude Baud, marchand drapier, membre du Conseil des Deux-Cents (de Présilly, ca 1540-1592) et Marie Varro (ca 1548-). Elle devient Dame Piaget, le 31 octobre 1585 (dans le calendrier julien, observé à Genève jusqu’en 1702), lorsqu'elle épouse Julien Piaget (ca 1555-1609), citoyen de Genève, veuf depuis une année et marchand de soie, avec lequel elle a cinq enfants qui atteindront l’âge adulte. Lors de l'Escalade, elle est donc âgée d’environ 35 ans.
Elle est veuve en 1609, et forme alors avec l’ancien associé de son mari, Gabriel Barrilliet, une importante compagnie commerciale, à laquelle se joignent un peu plus tard ses trois fils devenus majeurs.

## Entre mythe et réalité
Lors de l'attaque savoyarde dans la nuit du 11 au 12 décembre 1602, Jeanne Piaget se distingue en jetant aux défenseurs genevois - depuis sa fenêtre - la clef de l'allée traversante de son immeuble. Les Genevois peuvent alors ouvrir le passage et contre-attaquer les Savoyards.
Cet acte anodin doit se comprendre de la façon suivante : Genève était entourée d'une première enceinte (dite des Réformateurs, datant du milieu du XVIe siècle), puis d'une seconde enceinte (dite de Marcossey, datant du XIVe siècle) constituée notamment à la Corraterie par la base des immeubles d'habitation. Lorsque les Savoyards franchissent la courtine de la Corraterie, ils se retrouvent donc entre deux enceintes, dans un terrain désert et en pente. Cherchant à pénétrer dans la ville, ils se précipitent en trois points cruciaux, à la porte de la Monnaie, à la porte de Neuve (pour la pétarder) et vers les allées traversantes donnant accès à la rue de la cité. Or, ces allées sont fermées ; ils cherchent donc à les pétarder. En recevant la clef de l'immeuble de Dame Piaget, les défenseurs peuvent ainsi par surprise ouvrir la porte et tuer les Savoyards amassés derrière celle-ci. La tradition qui veut que la clef ait servi aux genevois à refermer la porte pour se protéger est une mauvaise compréhension de la stratégie défensive de la ville. 
Notons que lors de cet épisode, plusieurs genevois perdent la vie, notamment Abraham de Baptista, serviteur de Julien Piaget.
Une autre anecdote raconte que[réf. souhaitée] Dame Piaget aurait, par peur, poussé une lourde armoire derrière sa porte pour se barricader ; et qu'au matin, il aurait fallu la force de plusieurs hommes pour la remettre en place. Cette anecdote est proprement infondée et sa trace ne se retrouve dans aucun registre ou récit de l'époque. Il semble qu'il s'agisse d'un mythe inventé au plus tôt à la fin du XIXe siècle.

## Postérité
Tout comme la Mère Royaume, Dame Piaget est représentée par Mme Véronique Barberis  dans le cortège de l'Escalade, à l'occasion des célébrations officielles et populaires du 12 décembre. Par ailleurs, un mascaron situé au pied de l'immeuble où se dressait autrefois l'habitation de Dame Piaget semble la représenter. Toutefois, la confusion avec la Mère Royaume est possible.